# Ярматов, Камиль Ярматович
Камиль Ярматович Ярма́тов (узб. Komil Yormatov, тадж. Комил Ёрматов; 1903—1978) — советский, таджикский и узбекский киноактёр, кинорежиссёр, сценарист. Народный артист СССР (1959). Герой Социалистического Труда (1973). Лауреат Сталинской премии второй степени (1948).

## Биография

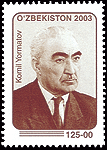
Почтовая марка Узбекистана

Родился 2 мая 1903 года (по другим источникам — 1 мая 1904) в Канибадаме (ныне в Согдийской области Таджикистана).
Учился сначала в национальной, а затем в открывшейся русско-туземной школе.
С 1918 по 1924 годы — делопроизводитель районного отдела народного образования в Канибадаме, служил в Красной Армии, был бойцом партизанского отряда Хамдам-хаджи Каландарова, командиром эскадрона кавалерийского полка. В одном из боёв был ранен.
Осенью 1923 года в Канибадаме познакомился с Хамзой и увлёкся театром. В 19 лет впервые увидел кино.
В 1924—1926 годах учился на рабфаке Московского института инженеров транспорта им. Октябрьской революции и одновременно на курсах подготовки киноактёров им. Б. В. Чайковского в Москве. Обучение не завершил, так как был назначен начальником милиции Канибадамского автономного района.
В 1926—1928 годах — администратор, ассистент режиссёра, актёр кинофабрики «Шарк Юлдузи» («Звезда Востока») треста «Узбекгоскино» (ныне «Узбекфильм») (Ташкент).
В 1928—1931 годах учился на режиссёрском факультете Государственного техникума кинематографистов (с 1930 — Государственный институт кинематографии, ныне — ВГИК) (Москва).
С 1931 года — режиссёр 1-й категории киностудии «Таджиккино» (с 1938 — Сталинабадская студия художественных фильмов, ныне «Таджикфильм») (Сталинабад, ныне Душанбе). Первая работа — фильм «Далеко на границе».
С 1941 года — режиссёр высшей категории, художественный руководитель Ташкентской киностудии (ныне «Узбекфильм»). Сыграл значительную роль в развитии узбекского национального кинематографа, сняв такие этапные фильмы как «Дороги без сна», «Алишер Навои», «Авиценна», «Пахта-ой», «Сёстры Рахмановы», «Буря над Азией», «Всадники революции», «Гибель Чёрного консула».
Секретарь правления Союза кинематографистов Узбекской ССР (1958—1978), член правления СК СССР, член коллегии Госкино СССР и Госкино Узбекской ССР, член Комитета по Ленинским и Государственным премиям в области литературы и искусства при СМ СССР.
Член ВКП(б) с 1930 года. Член Ташкентского обкома КП Узбекистана. Депутат Верховного Совета Узбекской ССР 6—9 созывов (с 1963 года).
Владел пятью языками: русским, немецким, иранским, узбекским и азербайджанскими.
Автор мемуаров «Лента времени», опубликованных в журнале «Дружба народов» № 11, 12 в 1977 году, а также книги о страницах истории таджикского и узбекского кино «Возвращение» (1980), соавтор сборника киносценариев «Далёкие близкие годы» (издательство им. Г. Гуляма, 1976).
Камиль Ярматов умер 17 ноября 1978 года в Ташкенте (по другим источникам — 18 ноября в Москве). Похоронен на Чигатайском кладбище.

### Семья
- Отец — Ярмухаммад-мингбаши (?—1925), полковник царской армии до 1918 года, в течение двадцати пяти лет был главой волостной управы Канибадама, награждён Георгиевским крестом.
- Первая жена — Елена Мачерет
  - Сын — Кемаль
  - Дочь — Алина Камиловна Ярматова (р. 1934)
- Вторая жена — София Эрджановна Туйбаева (1913—1996), таджикская и узбекская актриса. Народная артистка Таджикской ССР (1941)[6]
  - Дочь — Гульнора Камиловна Пулатова (р. 1936)
- Третья жена — Татьяна Дмитриевна
  - Сын — Алишер

## Звания и награды
- Герой Социалистического Труда (28.04.1973)[7]
- Заслуженный деятель искусств Таджикской ССР (1939)
- Заслуженный деятель искусств Узбекской ССР (1944)
- Народный артист Узбекской ССР (23.02.1955)[8]
- Народный артист СССР (18.03.1959)[9]
- Сталинская премия второй степени (1948) — за фильм «Алишер Навои»
- Государственная премия Узбекской ССР имени Хамзы (1967) — за фильм «Буря над Азией»[10]
- Три ордена Ленина (04.11.1967[11], 22.06.1971, 28.04.1973)[7]
- Орден Трудового Красного Знамени (13.05.1964)
- Два ордена «Знак Почёта» (23.05.1940,[12] 16.01.1950)[13]
- Медаль «В ознаменование 100-летия со дня рождения Владимира Ильича Ленина»
- Медаль «За доблестный труд в Великой Отечественной войне 1941—1945 гг.»
- Почётные грамоты Верховных Советов Узбекистана и Таджикистана
- Всесоюзный кинофестиваль (Диплом первой степени, фильм «Авиценна», Москва, 1958)
- Всесоюзный кинофестиваль (Диплом, фильм «Когда цветут розы», Киев, 1959)
- X Всесоюзный кинофестиваль (Специальный приз жюри, фильм «Далёкие близкие годы», Рига, 1977)
- Международный кинофестиваль в Пномпене (Камбоджа) (Главный приз «Золотая Абсара», фильм «Поэма двух сердец», 1968)
- I Международный кинофестиваль стран Азии и Африки в Ташкенте (Диплом, фильм «Всадники революции», 1968)

## Фильмография

### Актёр
- 1927 — Из-под сводов мечети — Умар
- 1927 — Шакалы Равата — эпизод
- 1930 — Гость из Мекки — Хабибулла
- 1930 — Последний бек — Батыр
- 1934 — Эмигрант — Камиль
- 1936 — Дохунда — Едгор
- 1964 — Буря над Азией — эпизод

### Режиссёр
- 1931 — Почётное право (Призыв) (короткометражный агитфильм)
- 1931 — Далеко на границе (агитпропфильм)
- 1934 — Эмигрант (первый фильм таджикской кинематографии)
- 1939 — Друзья встречаются вновь (первая таджикская звуковая картина)
- 1941 — Мы победим (короткометражный)
- 1942 — Друзьям на фронте (фильм-концерт)
- 1943 — Подарок Родины (фильм-концерт, совм. с З. Сабитовым)
- 1947 — Алишер Навои
- 1947 — Дорога без сна
- 1951 — Пахта-Ой (короткометражный)
- 1954 — Сёстры Рахмановы
- 1956 — Авиценна
- 1959 — Когда цветут розы
- 1964 — Буря над Азией
- 1966 — Поэма двух сердец
- 1968 — Всадники революции
- 1970 — Гибель Чёрного консула
- 1973 — Одна среди людей
- 1976 — Далёкие близкие годы

#### Документальное кино
- 1949 — География Узбекистана (документальный)
- 1950 — Советский Узбекистан (документальный)

### Сценарист
- 1931 — Почётное право (соавтор сценария)
- 1934 — Эмигрант (совм. с Н. Искрицким, Г. Урекляном)
- 1943 — Подарок Родины
- 1964 — Буря над Азией (совм. с В. Алексеевым, О. Агишевым, М. Мелкумовым и Н. Сафаровым)
- 1966 — Поэма двух сердец (совм. с В. Виктовичем)
- 1969 — Всадники революции (совм. с М. Мелкумовым)
- 1971 — Гибель чёрного консула (совм. с М. Мелкумовым)
- 1976 — Далёкие близкие годы (совм. с М. Мелкумовым)
- 1981 — Большая короткая жизнь (совм. с М. Мелкумовым)

## Интересные факты
- Отец кинорежиссёра, Ярмухаммад, был полковником царской армии, четверть века был главой волостной управы Канибадама, награждён Его Императорским Величеством орденом и медалью Георгиевского Креста. Дядя был главнокомандующим Кокандской Ханской армии, старший брат тоже был военным — подполковником, а его жена — француженка.
- В проведении свадьбы (суннат) Камиля помощь Ярмухаммаду-мингбаши оказал его близкий друг, староста (мингбоши) Риштанской волости, общественный деятель, предприниматель, меценат Ш. Мирзахидбаев.
- В ходе подготовки проведения в 1940 году в Москве Декады кино и искусства Таджикского ССР, К. Ярматов был назначен художественным руководителем мероприятия. Однако председатель СНК Таджикистана М. Курбанов отказался подписать его командировочное удостоверение и вычеркнул его из списков. «Хватит ему получать ордена» (К. Ярматов незадолго до этого получил орден «Знак Почёта»), — объясняет своё решение он.

Возмущённый и оскорбленный кинорежиссёр немедленно приехал в Москву. Тогда бывший председатель Комитета по делам кинематографии при СНК СССР И. Большаков издал следующее решение:

- режиссёра первой категории Сталинабадской киностудии Ярматова К. перевести в режиссёры высшей категории с окладом…;
- режиссёра высшей категории Ярматова К. перевести на Ташкентскую киностудию;
- режиссёра Ярматова К. назначить художественным руководителем Ташкентской киностудии;
- ввиду отсутствия кадров режиссёров на Сталинабадской киностудии студию временно законсервировать, сохранив только хронику

.

## Память
- В 1979 году киностудии «Узбекфильм» было присвоено имя К. Ярматова[15].
- В 2003 году в честь кинорежиссёра в Узбекистане выпущена почтовая марка.
- В 2015 году, в Доме русского зарубежья им. А. И. Солженицына в Москве состоялся показ документального фильма «Камиль», посвященного творчеству кинорежиссёра. Автор картины — таджикский режиссёр С. Солиев[16].